# Język bhodźpuri
Język bhodźpuri, bhojpuri (भोजपुरी) – język z grupy indoaryjskiej, używany przez ok. 52 mln ludzi, m.in. w indyjskim stanie Bihar, niektórych rejonach stanu Uttar Pradesh oraz Nepalu i Mauritiusie.
Jeden z języków bihari. Ze względu na znaczne podobieństwo do hindi często uważany raczej za jeden z jego wschodnich dialektów, zwłaszcza że większość użytkowników zna również hindi. Dlatego też wszelkie dane liczbowe dotyczące liczby rodzimych użytkowników są jedynie szacunkowe.
W odróżnieniu od hindi język bhodźpuri jest klasyfikowany jako należący do grupy wschodniej języków indoaryjskich, łącznie z bengalskim, asamskim i orija.
Jest dość zróżnicowany dialektalnie; niewykluczone, że powinien być klasyfikowany jako więcej niż jeden język.
W bhodźpuri tworzył Kabir, jeden z najsławniejszych średniowiecznych poetów indyjskich.